# Chiesa di Santa Emerenziana
La chiesa di Santa Emerenziana è una chiesa di Roma, sita nel quartiere Trieste, nella piazza omonima.

## Storia
Fu costruita tra il 1940 ed il 1942 per volere del papa Pio XII, su progetto dell'architetto Tullio Rossi, e consacrata il 28 novembre 1942. Quel giorno Il Giornale d'Italia scriveva:
(Dal sito della parrocchia.)
La chiesa è sede parrocchiale, istituita il 25 novembre 1942 dal cardinale vicario Francesco Marchetti Selvaggiani con il decreto Ad pastoralis officii. È inoltre sede del titolo cardinalizio di "Santa Emerenziana a Tor Fiorenza", istituito da papa Paolo VI il 5 marzo 1973. Il 26 novembre 2017, in occasione dei 75 anni dalla consacrazione della parrocchia, viene celebrata la Messa solenne (nella domenica della Solennità di Cristo Re dell'Universo) dall'arcivescovo Jean-Louis Bruguès, Archivista e Bibliotecario di Santa Romana Chiesa.

## Descrizione

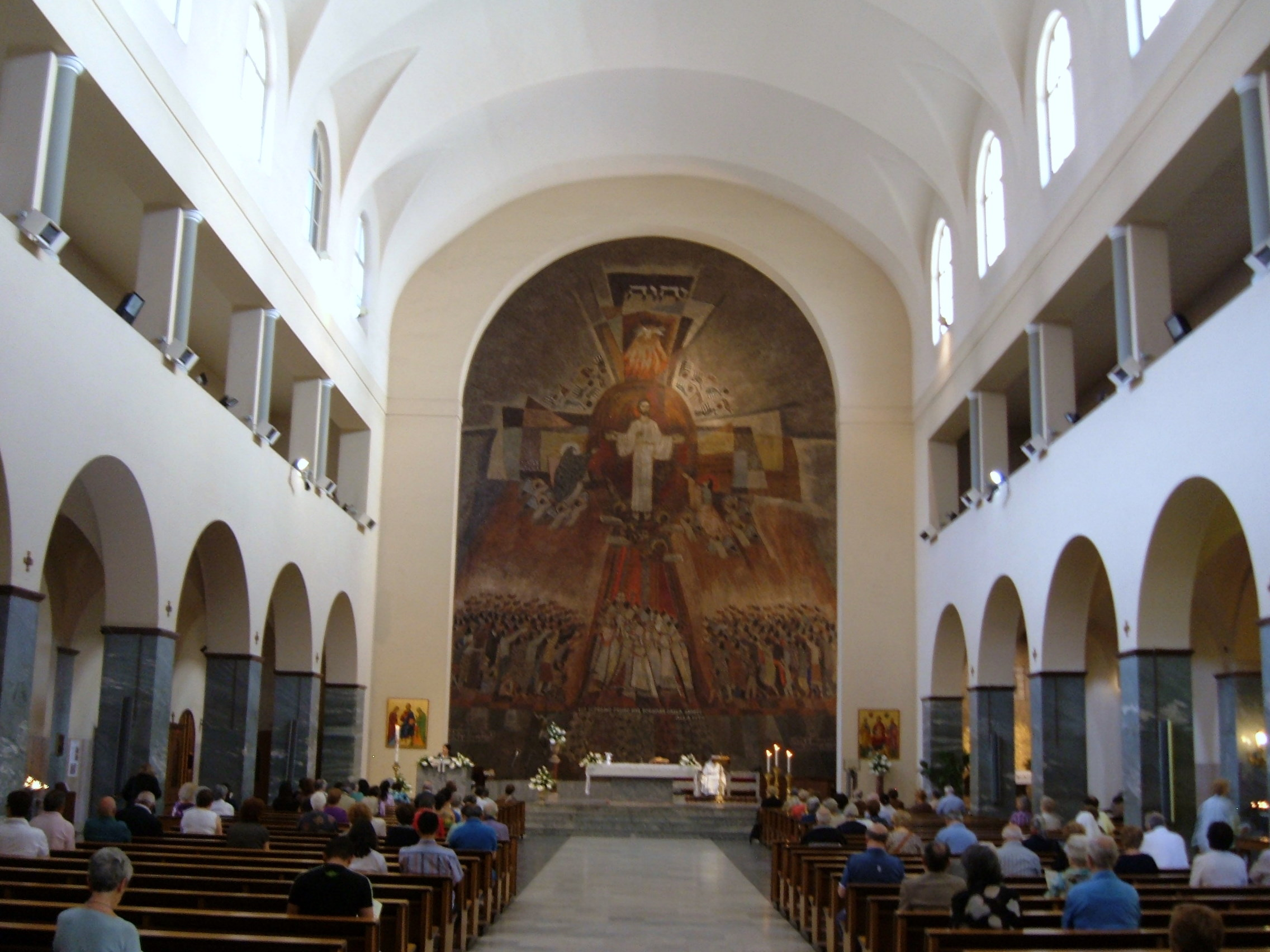
Interno

### Esterno
Esternamente l'edificio si presenta in laterizio. La facciata presenta i tre portali d'ingresso molto ravvicinati fra loro; essi sono incorniciati da marmo travertino, lo stesso che divide la facciata in due ordini. Caratteristico è il grande arco che movimenta la facciata, entro la quale vi è il grande stemma di Pio XII. Nella fascia orizzontale di travertino è posta la scritta dedicatoria: D.O.M. in honorem S. Emerentianae virginis et martyris D.. L'anno di consacrazione della chiesa (MCMXXXXII) è scolpito sopra la porta centrale.

### Interno
La chiesa è a pianta basilicale a tre navate, separate da pilastri rivestiti di marmo cipollino, con sei cappelle laterali rivestite di marmi policromi. Sopra le navate laterali vi sono dei matronei, sormontati da grandi finestre.
L'abside è dominato dal grande mosaico di 523 metri quadrati, opera del sacerdote francescano Ugolino da Belluno (1968), raffigurante l’Esaltazione della Chiesa:
(Dal sito della parrocchia.)
Nella parete d'ingresso è collocato un trittico, opera di Olga Biancitti, originariamente collocato nell'abside, che raffigura Santa Emerenziana in gloria.